# 安田三次
安田 三次（やすだ さんじ、1893年（明治26年）6月26日 - 没年不明）は、昭和時代前期の官吏。東京市江戸川区長、品川区長。

## 経歴
古本信蔵の長男として福岡県小倉市（現北九州市小倉北区・小倉南区）に生まれ、のち安田よしの養子となる。1915年（大正4年）中央大学を卒業し三井物産に入社。1921年（大正10年）東京市に奉職し、建築局庶務掛長、土木局庶務課庶務掛長、建築課管理掛長、臨時東京市庁舎建築部庶務課長を経て、1936年（昭和11年）10月、江戸川区長に就任。1938年（昭和13年）5月まで務めたのち、市民局防衛課長、総務局市計画課長を歴任した。1942年（昭和17年）9月、品川区長となった。